# テルモスバエナ目
テルモスバエナ目（テルモスバエナもく、Thermosbaenacea）は、淡水、汽水の熱泉や潮だまりに生息する甲殻類の分類である。独立した上目として扱われることもあるが、通常はフクロエビ上目の中の目と考えられている。洞窟に生息するため、テルモスバエナ目は視覚色素を持たず、目が見えない。
テルモスバエナ目のある属の現在の分布は、中新世のテチス海の範囲と一致し、現在の分類群は開かれた海に生息していた祖先に由来すると考えられている。その他の場所での分布は、パンゲア大陸の分裂と一致している。
発達中の胚は、孵化するまで成体の背甲の下で運ばれる。 

## 分類
現在、4科に34の種が知られている。
- テルモスバエナ科 Monod, 1927
  - Thermosbaena mirabilis Monod, 1924（チュニジア）

- Monodellidae科 Taramelli, 1924
  - Monodella stygicola Ruffo, 1949（イタリア南部）
  - Tethysbaena aiakos Wagner, 1994（ギリシア）
  - Tethysbaena argentarii (Stella, 1951)（イタリア）
  - Tethysbaena atlantomaroccana (Boutin & Cals, 1985)（モロッコ）
  - Tethysbaena calsi Wagner, 1994（バージン諸島）
  - Tethysbaena colubrae Wagner, 1994（プエルトリコ）
  - Tethysbaena coqui Wagner, 1994（プエルトリコ）
  - Tethysbaena gaweini Wagner, 1994（キューバ）
  - Tethysbaena haitiensis Wagner, 1994（キューバ）
  - Tethysbaena halophila (S.L. Karaman, 1953)（クロアチア）
  - Tethysbaena juglandis Wagner, 1994（ハイチ）
  - Tethysbaena juriaani Wagner, 1994（キューバ）
  - Tethysbaena lazarei Wagner, 1994（キューバ）
  - Tethysbaena relicta (Por, 1962)（イスラエル）
  - Tethysbaena sanctaecrucis (Stock, 1976)（バージン諸島）
  - Tethysbaena scabra (Pretus, 1991)（バレアレス諸島）
  - Tethysbaena scitula Wagner, 1994（バージン諸島）
  - Tethysbaena siracusae Wagner, 1994（シチリア）
  - Tethysbaena stocki Wagner, 1994（バージン諸島）
  - Tethysbaena somala (Chelazzi & Messana, 1982)（ソマリア）
  - Tethysbaena tarsiensis Wagner, 1994（スペイン）
  - Tethysbaena texana (Maguire, 1965)（テキサス州）
  - Tethysbaena tinima Wagner, 1994（キューバ）
  - Tethysbaena vinabayesi Wagner, 1994（キューバ）

- Tulumellidae科 Wagner, 1994
  - Tulumella bahamensis Yager, 1988（バハマ）
  - Tulumella grandis Yager, 1988（バハマ）
  - Tulumella unidens Bowman & Iliffe, 1988（メキシコ）

- ハロスバエナ科 Monod & Cals, 1988
  - Limnosbaena finki Mestrov & Lattinger-Penko, 1969（ボスニアヘルツェゴビナ及びイタリア北部
  - Halosbaena acanthura Stock, 1976（ベネズエラ及びキュラソー島）
  - Halosbaena fortunata Bowman & Iliffe, 1986（カナリア諸島）
  - Halosbaena tulki Poore & Humphreys, 1992（西オーストラリア州）
  - Theosbaena cambodjiana Cals & Boutin, 1985（カンボジア）